# قلعه گچی (زرقان)
قلعه گچی، روستایی در دهستان رحمت‌آباد بخش رحمت‌آباد شهرستان زرقان در استان فارس ایران است.

## جمعیت
بر پایه سرشماری عمومی نفوس و مسکن در سال ۱۳۹۵، جمعیت این روستا برابر با ۱۷ نفر (۶ خانوار) بوده است.